# جولي فان در فين
جولي هنرييت أوجيني فان دير فين (كودوس، جزر الهند الشرقية الهولندية، 8 فبراير 1903 - لاهاي، 10 يناير 1997) كانت فنانة بصرية هولندية 

## الحياة
ولدت جولي فان دير فين في جاوة ابنة بيتر جان فان دير فين (1864-1923)، مديرة مصفاة السكر سوكويدي في جاوة وجولي فريدريك لويز فون بودديان (1863-1961)، سليل عائلة نبيلة ألمانية.
تلقة جولي فان دير فين تعليمها في الأكاديمية الملكية للفنون البصرية في لاهاي مكثت في وقت لاحق في فرنسا بانتظام. في باريس، درست مع أندريه لوت وكان لها اتصالات مع المنفيين الروس. بالإضافة إلى ذلك، أخذت دروسًا في باريس مع Marcel Gromaire ومع Fernand Léger وزارت Académie de la Grande Chaumière . عندا أندريه لوت قابلت الأرجنتينية نينا نيجري التي اقترحت متابعة الدروس مع بيل هايتر في ورشة 17 في باريس. في عام 1937 سافرت بدعوة من صديقها التركي آنذاك جمال تولو، الذي أصبح فيما بعد رسامًا معروفًا في تركيا، عبرا إيطاليا إلى إسطنبول. وفي كوت دازور التقت باصحفي العراقي يونس بحري الذي أصبحت خطيبته عام 1930  وتزوجت في برلين عام 1939. استمر هذا الزواج أقل من أربعة أشهر. في 9 مايو 1940، قبل يوم واحد من الغزو الألماني، عادت إلى هولندا. بعد الحرب العالمية الثانية، بقيت بانتظام في باريس لفترة أطول واستأنفت الرسم عندا أندريه لوت. في وقت لاحق عاشت في لاهاي، وكان صديقا الرسام هاني بال من Voorschoten والمصور هيستر كارستن. كانت كلتا المرأتين زوجة الفنان ويليم شروفر. في وقت لاحق من حياتها، عاشت جولي فان دير فين في ظروف قاسية في منطقة مويرفيك في لاهاي وتوفيت في دار رعاية في شيفينينغن.

## العمل
يتكون عملها بشكل رئيسي من اللوحات الزيتية والألوان المائية والنقوش والرسومات. رسمت بشكل أساسي أشياء من محيطها المباشر. في فرنسا، كانت على اتصال مع Fauvism من خلال الاتصال مع André Lhote . كما تُحسب عملها ضمن مدرسة لاهاي الجديدة. انها عرضت بشكل منتظم في فرنسا وفي هولندا.

## الأعمال الفنية
- لا في (1929)، طلاء زيتي، 38 × 46 سم
- قوارب وحيدة في ميناء برينديزي، طلاء زيتي، 37 × 45 سم
- تكوين (1939)، طلاء زيتي، 72 × 99 سم
- إيفا (عارية في المناظر الطبيعية الكلاسيكية مع الأعمدة)، طلاء زيتي، 58 × 71 سم
- العزلة (عارضة أزياء باللونين الأخضر والأزرق مع قذائف رائعة، حوالي عام 1939)، طلاء زيتي
- الجسر الخشبي (1956)، دهان زيتي، 73 × 92 سم
- ثلاث حمامات (1958) دهان زيتي 60 × 72 سم
- مختبر نهر في ليدشيندام - فوربورغ (1968)، طلاء زيتي، 72 × 89 سم.